# Fruité Entreprises
 (septembre 2019).
Fruité Entreprises est un holding regroupant des entreprises spécialisées dans la fabrication et la distribution de boissons aux fruits. Il possède les marques Pressade et Teisseire. Elle fait partie depuis 2010 du groupe anglais Britvic.

## Histoire

### La marque Fruité
Lancée en 1963 par Evian à la suite du rachat des marques Eviantine, Evianine et Evian Régal, à son voisin limonadier Georges Lavanchy, inventeur de leurs formules, Fruité est à l'origine une boisson gazeuse aux fruits. Elle adopte rapidement le slogan « Fruité c'est plus musclé » pour ses publicités.
Passée sous le contrôle du groupe BSN, qui deviendra par la suite Danone, la marque s’éteint en 1992. Elle est rachetée en 1994 par Philippe Meunier, le président des Vergers de Savoie, qui relance la marque en 1995[source insuffisante].

### La société Fruité Entreprises
En 2000, la société Les vergers de Savoie devient Fruité. Elle acquiert en octobre BricFruit (marque Pressade) auprès de Lactalis, puis Unisource en 2001[source insuffisante].
En 2004, Philippe Meunier rachète Teisseire à la famille Reynaud.
En 2020, Fruité Entreprises cède ses 3 usines de production de jus de fruits au groupe Refresco.

## Implantations
Fruité Entreprises a pour concurrents en France les groupes PepsiCo (marque Tropicana), Orangina Schweppes (Pampryl), Eckes Granini (Joker et Réa), The Coca-Cola Company (Minute Maid, Ocean Spray et Capri-Sun), Pago, Caraïbos, ainsi que les marques de distributeurs.
Fruité Entreprises possède 1 usine en France : 
- Teisseire France à Crolles en Isère